# 小説ネクロノミコン
『小説ネクロノミコン』（しょうせつねくろのみこん）は、日本のホラー作家朝松健のホラー小説。クトゥルフ神話の1つ。
1993年制作の米仏日合作映画『ネクロノミカン』のノベライズ。著者朝松は、その体裁をとった、自身の書き下ろしホラー短編集であると述べており、各エピソードの処理がオリジナルとは異なる。1994年8月に学研ホラーノベルズから刊行された。映画は日本では8月から公開されており、タイアップしている。
死霊秘法を独自に「第十四の書」として掘り下げ、またこのアイテムは映画のネクロノミカンに相当する。
作者はあとがきにて、映画の日本人スタッフと接することができなかったことを残念に思っていると述べている。東雅夫は「映画版以上にラヴクラフト世界への没入を深めており、「壁のなかの鼠」「冷気」「闇に囁くもの」などにインスパイアされた神話世界を構築している」と解説する。単行本では、那智史郎がラヴクラフト作品の映画作品群について解説している。

## 1：海魔荘の召喚
元ネタはHPL『壁のなかの鼠』およびネクロノミカン『ザ・ドラウンド』。映画はフランスのクリストフ・ガンズが監督をつとめた。

### 1あらすじ
デ・ラ・ポーアの一族は、紋章をつける資格をもつ名家である。彼らはアメリカからヨーロッパに渡り、名前をフランス風のド・ラプアに変えて、ブリュージュに住んでいた。エイルズベリーの崖の上に建つ、デ・ラ・ポーア館は、海魔荘<ディープ・ワンズ>と呼ばれるようになる。およそ60年後、1930年代。一族の青年エドワードは、婚約者クララを亡くし、心身に傷を負う。エドワードはアメリカへと行き、放置され崩壊寸前の館を相続する。地盤には海水の浸蝕が進み、魚臭いにおいがこびりついている。
ナンシー弁護士は、ジェスロ一家の顛末について説明する。海難事故で妻子を亡くして一人生き残ったジェスロは、数日後に館の下の海岸で変死していた。そのころから、近隣住人のあいだで奇妙な噂が立つようになる。弁護士に渡された書類の中にはジェスロの手記があった。
――中型客船をチャーターして、父祖の故郷イングランドに旅行に行った帰り道に、船が座礁した。ジェスロは命からがら、海に引きずり込もうとしてくる魚人の幻覚から逃れ、単身岸まで泳ぎ着く。目を覚ました後に、妻子の遺体と対面して絶望する。続いて奇怪な訪問者が館を訪れる。そいつ、船長服の蛙人間は「俺はお前に呼ばれて来た」と言い、ジェスロは彼がグレゴリー・ギルマン伯父と直感する。亡霊は「第十四の書を読め」と言い、濡れた書を置いて消える。「死霊秘法――アル・アジフもしくは死せる名前の書 哲学博士・数学博士ジョン・ディー英訳」いかがわしい魔術書に、ジェスロは困惑するも、第十四の書のページには愛する死者の遺体を蘇らせる魔術儀式が記されていた。（判読不能）2人が蘇生した（判読不能）おぞましい（判読不能）自殺して安息を（判読不能）わたしの最愛の者が、あの本を守っている――
壁からはネズミの音が聞こえてくる。エドワードは誘惑にかられ、死霊秘法を求めて、館の中を探し回る。果たして魔道書は、エマ夫人の肖像画に仕込まれていた。また一階ロビーのカーペットを剥がすと、60年前に儀式を行った跡が残されていた。エドワードは儀式を行い、クララを蘇生させる。
クララが現れるが、触手が彼女の体内に入り込んで操っているのを視認したエドワードは正気に戻る。エドワードは、この魔物は、死んでしまった最愛の者の姿を借りて現れ、悲しみと恐怖を糧にするのだと理解する。エドワードは壁に掛けられたサーベルを掴み取り、擬態妖魔に応戦する。館の床面が全て陥落し、海面が露わになると、海から巨顔が現れて一階の面を覆う。エドワードは、シャンデリアの綱を切断し、落下させて巨顔にぶつける。続いてガラスを割って朝日を浴びせ、魔物を倒す。

### 1登場人物
- エドワード・ド・ラプア - 25歳。英国貴族の子孫デ・ラ・ポーア家の青年。2年前に事故を起こし、ケガを負い、婚約者を亡くした。アメリカに放置されていた先祖の館を相続する。
- クララ - エドワードの恋人。2年前に自動車事故で海に放り出され死去。
- ナンシー・ガルモア - 弁護士。40代前半。土地を売るか館を壊して建て替えるよう提言する。
- ジェスロ・デ・ラ・ポーア - 大伯父。60年前に死去。ダンウィッチに農園を有し、インズマスにホテルを経営する。
- エマ夫人 - ジェスロの妻。館に肖像画がある。
- ヨン - ジェスロ夫妻の一人息子。享年8歳。
- グレゴリー・ギルマン - ジェスロの母方の伯父。ジェスロが産まれる20年前に、海で行方不明になった。
- 妖魔 - デ・ラ・ポーア館の地下に眠る魔物。死者の姿を象って現れる。人の姿は、「クトゥールーの臍の緒」7本の触手に操られているにすぎない。
- 海魔荘<ディープ・ワンズ> - デ・ラ・ポーア館。デ・ラ・ポーア家の紋章は夜鷹とタマネギ。60年間無人で老朽化が激しい。館の周辺には草一本生えず虫一匹寄り付かない。壁からはネズミのような物音が鳴る。

## 2：冷鬼の恋
元ネタはHPL『冷気』およびネクロノミカン『ザ・コールド』。映画は日本の金子修介が監督をつとめた。

### 2あらすじ
1945年のボストン。エリオット記者は、奇妙な殺人事件を追っていた。ノース・エンド地区で過去20年にわたり、注射針で髄液を抜き取られるという犠牲者が10人出ており、調査の末に「マデン医学博士」という人物にたどり着く。彼は1918年に死んだはずなのに、1923年にボストンにおり、その後は行方をくらましているにもかかわらず殺人事件が続いている。謎に迫ったエリオットは11人目の犠牲者となる。彼の資料を引き継いだデイル記者は、医師が住んでいたというアパートを訪問し、管理人である若い女エミー・オスターマンと対面する。アパート内は強力な冷房が効いており、エミーは母エミリーが病気のために気温を下げているのだと言う。エミーは全てを説明すると言い、話し始める。
22年前の1923年7月1日。リナ夫人がおかみを務める、100年級のボロアパートに、エミリー・オスターマンが入居した。マデン医師の部屋からは、薬品の臭いがただよい、冷房の轟音がうなる。リナ夫人の説明によると、医師は以前にいた軍の施設で事故に遭い、体温調節ができない奇病に罹ったため、常に冷房を強くしているのだという。故郷から粗暴な義父サムが追ってきて、エミリーは抵抗し、気を失う。目を覚まし、リナ夫人とマデン医師の2人から、サムを追い返したと説明される。新薬を投与され、エミリーは眠るが、悪夢を見る。夢の中では、リナ夫人とマデン医師が、バスルームでサムの死体を解体していた。目を覚まして夢か現実か混乱するエミリーに、医師は薬の副作用と説明する。だが後日、新聞記事でサムが殺されたことを知り、医師を詰問する。医師は否定せず、病の体が生きた他人の髄液を必要としていることを説明する。逮捕され、冷房器具と髄液が絶たれたら、長くはもたないだろう。エミリーは通報せず、2人は結ばれる。
やがてエミリーは医師の子供を身籠るが、2人の関係がリナ夫人に露わになり、破綻する。さらに、医師の身体は火傷を負っても痛みを感じなくなり、神罰がくだったと認める。嫉妬に狂ったリナ夫人が冷房を止め、エミリーは必死に氷を集め、マデン医師は氷水のバスタブに漬かりながら自分の首筋に何らかの液体を注射する。だが効果はなく、医師はついに半ば腐敗する。エミリーは医師を助けるべく、彼の言う「死霊秘法第十四の書」を手に取るが、その本は汗をかき動く、異形のものであった。正気を失ったリナ夫人は、アパートに放火してエミリーを撃ち、マデン医師は炎の中に消える。マデン医師のサングラスの下には、真っ赤に灼熱した異形の眼球があった。
エミリーは説明を終えるが、デイルは間髪置かず己の推理を語る。マデン医師はまだ生きており、エミリーと、医師の娘であるエミーは、人を殺して、医師に髄液を提供し続けているのだろうと切り込む。しかしデイルは薬を盛られていた。身動きのとれない彼に、エミーはエミリー本人であることを明かす。撃たれたエミリーは、死霊秘法の力で蘇ったが、代償に年をとらなくなり、子供もずっと生まれていないままである。また管理人エミリーこそリナ夫人その人であり、彼女も死霊秘法の呪いを受けて、今や数百歳の老婆と化していた。エミリーはノコギリを持ち、リナは注射器を持って、灼熱の眼球を輝かせながら、デイルに迫る。

### 2登場人物
- デイル・ポーケル - 新聞記者。35歳。奇妙な連続殺人事件を探る。
- エリオット・ニューマン - 犠牲者の一人。新聞記者で、デイルとは同業の知り合い。あるアパートにかつていたマデン医学博士という人物に目を付けていた。
- エミー・オスターマン - アパートの管理人。サングラスの若い女。母エミリーとマデン医師の物語をデイルに語る。
- リチャード・ゼス・マデン医学博士 - アパートの住人。サングラスをかけた銀髪の男。1923年時点で46歳ほど。かつて軍の施設で秘密研究に携わっていた。ある事故の後遺症で体温調節ができなくなり、常に冷房が欠かせない。
- エミリー・オスターマン - 画家志望の18歳。マデン医師に父親像を投影して惹かれる。エミーの母であり、1945年時点ではアパートの管理人となっている。
- リナ・フランク - 1923年時点でのアパートのおかみ。40代。医師とは恋仲にある。
- サム・リンダー - エミリーの義父。娘に性的暴力を振るっていた。
- アル - 軽食店主。エミリーを雇う。軍人から聞いた噂を語り、エミリーにアパートから離れるよう薦める。
- リチャード・アプトン・ピックマン - 言及のみ。画家。アルの店の常連。かつてリナ夫人のアパートに入居していた。
- リチャード・ゼス・マデン医学博士 - 1820年にキングスポートで生まれ、ミスカトニック大学医学部を卒業した。第一次世界大戦にて、陸軍の「プロジェクト・クール」に参加。彼ら軍のマッドサイエンティスト達は、死んだ兵士を蘇らせてもう一度戦わせるという、兵隊のリサイクル作戦に従事していた。大戦の終わった1918年にニューメキシコの施設が爆発して死亡。享年98歳。
- トーレス博士 - PJクールの研究者。『冷気』の人物。スペイン系。ヴァレンシア大学の医学博士。不死の研究をしていた。軍施設の事故で死んだ。蘇生したが原形質の塊と成り果てたという。
- ムニョス博士 - PJクールの研究者。『冷気』の人物。メキシコ人。ニューメキシコ大学の医学博士。軍施設の事故で死んだが、死後にニューヨークで目撃されている。
- ハーバート・ウェスト博士 - PJクールの研究者。『死体蘇生者ハーバート・ウェスト』の人物。ミスカトニック大学の医学博士。死体蘇生の研究をしていた。軍施設の事故で死んだとされているが、死体が見つかっていない。死んだ3人を蘇生させた、悪魔的な人物。

## 3：幻覚の陥穽
元ネタはHPL『闇に囁くもの』およびネクロノミカン『ウィスパーズ』。映画はアメリカのブライアン・ユズナが監督をつとめた。
『ラヴクラフト・レター』の星智教寺院の跡地が舞台となっている。『海魔荘の召喚』『冷鬼の恋』とも何らかの関連があるらしく、人名や固有名詞への言及がある。

### 3あらすじ
サラが気づいたとき、病院のICUに運ばれ、集中治療を受けていた。毒々しい6色もの点滴が打たれ、医師たちはサラの肩書を読み上げ、続いて妊娠していると告げる。サラには覚えがなく、混乱しつつも、先ほどまでの大捕物を回想する。
1990年代のニューヨークマンハッタンは、ある殺人鬼によって恐怖のどん底に陥れられていた。そいつ、殺戮者<ブッチャー>は、半年間で140人を無差別に殺しており、生存者の目撃証言もてんでバラバラという、掴みどころのないものであった。
11月1日の深夜、出現したそいつは、クルマを盗んで逃走を図る。追跡の先頭を切ったのはサラとポールのパトカーであったが、チェイス中にパトカーを転倒させられ、負傷したポールが連れ去られる。
あるビルで、サラは、見るからに怪しい、ハロルドという男と、デイジーという女に遭遇する。ハロルドは、殺戮者は招かれざる間借り人であり、このビルに居座っていると説明する。デイジーはサラに、ハロルドはおかしいので気を付けるよう言う。デイジーによると、ハロルドは死霊秘法を愛読し、殺戮者はエイリアン、書物の言葉を借りれば旧種族<エルダー・レイス>というやつだと主張しているのだという。ハロルドとサラは地下に降りる。ハロルドは、太古の種族たちと、彼らが信仰する異次元の神々について語る。
地底には、無数のバラバラ死体が山積みにされていた。ローズは、ハロルドもローズも殺戮者だと理解し、子供を守るために命乞いをする。ポールは脳髄を抜き取られ、シリンダーに収容された。夜魔<ナイト・ゴーント>たちが何体も襲いかかってくるため、サラは銃で応戦する。ポールの声が、やつらが妊娠中の胎児を奪う気であると告げる。ハロルドとローズは、サラに夜魔の卵を植えつけると言う。ローズの仮面が剥がれ落ち、カニのような素顔が露わとなり、サラは絶叫する。
サラは目を覚ました。ハロルドそっくりのウェスト医師は、臨死体験の悪夢だろうと言う。面会にやって来た母は、悪夢に登場した太った女とそっくりであった。サラは、己の下腹部に喪失感を覚え、赤ん坊が失われたことを悟る。ポールは脳死状態であるという。
そこで幻覚が解ける。サラはいまだ地下、化物どもの神殿にいた。サラの子宮から奪われた胎児は、異形のローズの体内にフラスコごと埋め込まれている。女はサラを母親失格と断言し、代わりに育てて、産まれたら下僕として使ってあげると告げる。ハロルドが詠唱すると、壁からは何匹もの化物が現れる。サラは取り残され、ハロルドたちは去っていく。

### 3登場人物
- サラ・ウェッソン巡査長 - ニューヨークの警官。アイルランド系。男まさりの性格。27歳。ポールの子を妊娠したが、母親になることに恐怖を感じている。
- ポール・デロージャー巡査長 - サラの同僚・相棒で恋人。屈強な男。
- 殺戮者<ブッチャー> - 大量殺人鬼。目撃証言がバラバラ。高度な外科的技術と知識を身に着けている
- ハロルド - 大きなセルフレーム眼鏡をかけた、60前後の白人男性。ビルの管理人を名乗る。ビルはもとはあるカルトの寺院だったが、1932年に移転して無人となった。
- デイジー - サングラスをかけた太った女。ハロルドからは、ローズやリリーなどとも呼ばれる。
- ドクター・ハロルド・ウェスト - ハロルドそっくりの白衣の医師。
- ウェッソン夫人 - サラの母。デイジーそっくり。妊娠中にもかかわらず無茶をしたサラを責める。

## ラヴクラフト・レター
元ネタはネクロノミカンのプロローグとエピローグにあたる『ザ・ライブラリー』。4節で、間に3エピソードを挟む。語り手はラヴクラフトであり、朝松の『闇に輝くもの』の続編。

### あらすじ
1932年、42歳のラヴクラフトは、友人たちから「ある宗教寺院の図書館に、死霊秘法が実在する。紹介して閲覧の許可を得た」という話を聞き、虚構と現実の区別のつかない阿呆と失笑する。だが相手は大真面目であった。ラヴクラフトはニューヨークへと向かう。道中、かつて会ったことのあるタイニー・スミスを目撃し、不安を覚える。
星智教（O∴S∴W）のビルに到着すると、友人プライスの名前を出して中に入る。そして隙を見て、神官から鍵を盗み、秘密の地下金庫へと赴く。その本、「死霊秘法――アル・アジフもしくは死せる名前の書 哲学博士・数学博士ジョン・ディー英訳」ページをめくり「第十四の書」が確かに存在しており、ラヴクラフトは文章をメモ帳に書き写す。（→海魔荘の召喚→）神官たちの詠唱が聞こえてくるが、かつて自分が「クトゥールーの喚び声」で書いたものと同じではないか。ラヴクラフトは鍵を落としたことに焦りつつ、第二節を書き写す。（→冷鬼の恋→）ついに鍵を盗んだことが気づかれたようだ。早く全部書き写さなければ。（→幻覚の陥穽→）第十四の書を読み終えたとき、神官がやって来て、人外の正体を現す。ラヴクラフトはバイアキーを召喚しようとするが、神官も化物を召喚して対抗しようとしてくる。バイアキーが神官を喰い殺し、ラヴクラフトは寺院から死霊秘法を盗み出す。蒼褪めた顔を警官に尋ねられ、犯罪を疑われるが、ラヴクラフトは「犯罪はまだ起こっていません。60数年後に起きますよ」と返答する。
手紙は「アメリカを訪れるときは連絡をくれ。死霊秘法の現物をお見せしよう。アレイスター・クロウリー殿」と結ばれていた。

### 登場人物
- ハワード・P・ラヴクラフト - プロヴィデンス在住の小説家。祖父の杖にはサーベルが仕込んである。自分のオリジナル創造物であるはずの「死霊秘法」が実在すると聞き、閲覧に赴く。
- 親愛なる「野獣」（ビースト） - 手紙の相手。
- E・ホフマン・プライス - 友人。星智教と関わりがある。
- タイニー・スミス - 19年前、『闇に輝くもの』で遭遇した怪人物。当時と変わらぬ姿で現れる。
- 神官 - 星智教（O∴S∴W）の神官。顔は精巧な仮面であり、正体は甲殻類のような顔の人外。
- バイアキー - ハストゥールの眷属。星間宇宙を飛行する生物。

## 収録
- 学研ホラーノベルズ『小説ネクロノミコン』朝松健